# Jeux mondiaux des sports de combat 2010
 (mars 2024).
Si vous disposez d'ouvrages ou d'articles de référence ou si vous connaissez des sites web de qualité traitant du thème abordé ici, merci de compléter l'article en donnant les références utiles à sa vérifiabilité et en les liant à la section « Notes et références ».
Navigation
Édition suivante
Les Jeux mondiaux des sports de combat 2010, première édition des Jeux mondiaux des sports de combat, ont eu lieu du 28 août 2010 au 4 septembre 2010 à Pékin, en Chine.